# Cheap Trick (álbum de 1977)
Cheap Trick (Epic, 1977) es el álbum debut de la banda de rock estadounidense homónima. Originalmente en soporte de vinilo de larga duración, el álbum fue remasterizado y reeditado en 1998 por la filial de Sony Epic/Legacy, con la producción de Bruce Dickinson, incluyendo en él cinco temas adicionales.
La portada del álbum muestra juntos a los cuatro miembros del grupo, y la contraportada distintas fotos de estos por separado: el cantante Robin Zander, el guitarrista Rick Nielsen, el bajista Tom Petersson y el batería Bun E. Carlos. Las imágenes de Nielsen y Carlos son especialmente chocantes, y la revista Rolling Stone ha especulado con que Nielsen tuviera realmente "hormigas en su ropa interior", o cómo "Boris Karloff emparejó a Henry Kissinger con Hitler para concebir al baterista Bun E. Carlos".
El productor del álbum fue Jack Douglas, y los ingenieros de sonido, Jay Messina y Sam Ginsberg. Danny Kadar se encargó de las mezclas.

## Descripción general
La mayoría de los temas tienen un tono muy crudo y tratan temas más sórdidos que en sus posteriores álbumes. Así, «The Ballad of T.V. Violence» está dedicada al asesino en serie Richard Speck, «Daddy Should Have Stayed in High School» trata de un pederastra, y «Oh Candy» de un amigo de la banda que se suicidó.
Este álbum, junto con los tres siguientes, es considerado por la crítica como uno de los mejores trabajos del grupo, especialmente conocido por haber atrapado tanto su lado más oscuro como por la ferocidad de sus primeros conciertos.

## Lista de canciones
El LP original de 1977 consta de diez canciones, con una duración total de 40 minutos y 5 segundos. La práctica totalidad del material fue compuesto por Rick Nielsen, con la excepción de dos canciones escritas por otros miembros del grupo, y la versión del guitarrista y cantante Terry Reid del tema «Speak Now or Forever Hold Your Peace».

### Cara A
1. «Hot Love» (Nielsen); 2:30
2. «Speak Now or Forever Hold Your Peace» (Reid); 4:35
3. «He's a Whore» (Nielsen); 2:43
4. «Mandocello» (Nielsen); 4:47
5. «The Ballad of T.V. Violence (I'm Not The Only Boy)» (Nielsen); 5:15

### Cara 1
1. «ELO Kiddies» (Nielsen); 3:41
2. «Daddy Should Have Stayed In High School» (Nielsen); 4:44
3. «Taxman, Mr. Thief» (Nielsen); 4:16
4. «Cry, Cry» (Nielsen, Zander, Petersson); 4:22
5. «Oh, Candy» (Nielsen); 3:07

Nota: El disco de vinilo original tenía "Lado A" impreso en la etiqueta en un lado y "Lado 1" impreso en el otro, un toque de humor que refleja la convicción de la banda de que no tenían ningún "material B". La ubicación de la lista de canciones en la sobrecubierta parecía indicar que "Hot Love" era la primera canción del álbum. Cuando el álbum fue lanzado en CD a mediados de la década de 1980, siguió la misma secuencia.

### Temas adicionales (reedición de 1998)
La reedición incluye cuatro temas que habían quedado inéditos, y una primera versión de «I Want You To Want Me», tema descartado para el álbum original y que aparecería en su siguiente álbum, In Color (Epic, 1977): 
1. «Lovin' Money» (Nielsen); 4:09
2. «I Want You To Want Me» (Nielsen); 2:43
3. «Lookout» (Nielsen); 3:30
4. «You're All Talk» (Nielsen, Petersson); 3:31
5. «I Dig Go-Go Girls» (Nielsen); 3:06

### Descartes
1. «Disco Paradise»
2. «Surrender» (Grabado posteriormente para su tercer álbum, Heaven Tonight)
3. «Auf Wiedersehen» (Grabado posteriormente para su tercer álbum, Heaven Tonight)
4. «Ultramental» (Grabado posteriormente como «Dream Police» para su cuarto álbum de estudio, de igual título)

## Sencillos
- 1977: «Oh Candy/Daddy Should Have Stayed in High School»
- 1977: «ELO Kiddies/Speak Now Or Forever Hold Your Peace» (en Europa)